# 郢曲
郢曲（えいきょく）は、平安時代から鎌倉時代にかけての日本の宮廷音楽のうち「歌いもの」に属するものの総称。語源は、春秋戦国時代の楚の首都郢（えい、Yǐng ）で歌唱されたという卑俗な歌謡に由来する。

## 概要
郢曲は、平安時代初期には朗詠、催馬楽、神楽歌、風俗歌など宮廷歌謡の総称であったが、平安時代中期には今様（今様歌）を含むようになり、平安末期からは神歌（かみうた）、足柄、片下（かたおろし）、古柳（こやなぎ）、沙羅林（さらのはやし）などの雑芸をも包含し、歌謡一般を指す広い意味のことばとなった。最狭義では朗詠のみを指しているが、「五節」と称される人日（1月7日）、上巳（3月3日）、端午（5月5日）、七夕（7月7日）、重陽（9月9日）の節句において、宮中の清涼殿「殿上の間」に殿上人を召して催した酒宴「殿上淵酔」で歌われた朗詠、今様、雑芸などは、とくに「五節間郢曲」と称された。なお、12世紀成立とみられる『郢曲抄』は今様を愛好した後白河法皇の撰とみられている。
楽書『御遊抄』（『続群書類従』所収）などによれば、10世紀後半の円融天皇から11世紀後半・12世紀の白河天皇までの治世にあっては、宮廷音楽（雅楽）を担う者が、代々音楽を相承する特定の家柄（堂上楽家）によって独占的に選ばれていく傾向が強まっており、郢曲については、藤原頼宗の子孫藤原俊家・宗俊・宗忠らが藤原郢曲（「藤家（とうけ）」の郢曲）の家筋として固定されていった。また、敦実親王・源雅信を祖とする「源家（げんけ）」は郢曲および陪従を伝承する家柄としてめざましく活躍した。
鎌倉時代に、前代の今様を受けて鎌倉を中心とする東国の武士たちに愛唱されたのが、早歌と呼ばれる長編歌謡であった。これは『源氏物語』や『和漢朗詠集』など日本の古典や仏典・漢籍を出典とする七五調を基本とする歌謡で、永仁4年（1296年）以前成立の歌謡集『宴曲集』は歌謡作者明空の編纂による。早歌は「郢曲」の範疇に含めることがあり、あるいは、公家の郢曲にかわる「武家の郢曲」ともいうべき性格を有する歌謡であった。その詞章には、武家ならでは思考法や美意識の反映がみられ、後代の曲舞や能楽の成り立ちにも多大な影響をあたえることとなったといわれている。
郢曲を伝承する源家・藤家のうち、室町時代中期に藤家は断絶し、現在は源家の流れを汲む綾小路家がその命脈を保っている。
なお、現代日本で作曲された郢曲として、1973年（昭和48年）の伊福部昭による「鬢多々良（びんたたら）」がある。